# Ytterlanden
Ytterlanden är öar nära Husskär i Nagu,  Finland.   De ligger i Pargas stad i den ekonomiska regionen  Åboland  och landskapet Egentliga Finland. Ön ligger omkring 6 kilometer norr om Husskär, omkring 22 kilometer sydost om Nagu kyrka,  48 kilometer söder om Åbo och 160 km väster om Helsingfors. Närmaste allmänna förbindelse är förbindelsebryggan vid Stenskär som trafikeras av M/S Nordep och M/S Cheri.